# Michael N. Castle
Michael Newbold „Mike” Castle (ur. 2 lipca 1939 w Wilmington, zm. 14 sierpnia 2025 w Greenville) – amerykański prawnik i polityk, członek Partii Republikańskiej. W 1964 ukończył studia prawnicze na Uniwersytecie Georgetown w Waszyngtonie. W latach 1981–1985 był wicegubernatorem stanu Delaware, zaś w latach 1985–1992 piastował stanowisko jego gubernatora. Od 1993 do 2011 był przedstawicielem tego stanu w Izbie Reprezentantów Stanów Zjednoczonych.